# 中原淳 (国土交通官僚)
中原 淳（なかはら じゅん、1962年〈昭和37年〉8月30日 - ）は、日本の外交官、建設・国土交通官僚。

## 経歴
熊本県出身。灘高等学校を経て、1987年3月に東京大学法学部私法学科を卒業。国家公務員採用Ⅰ種試験(法律)に合格して、同年4月に建設省入省。
2020年7月21日、国土交通省国土政策局長に就任。国土強靱化を最重要課題に挙げ、「防災・減災、国土強靱化のための３か年緊急対策」（2018～20年度）後も取り組みを強力に推進するとした。
2021年10月、駐ホンジュラス特命全権大使に着任。ハリケーンが多く、依然としてコロナ対策が喫緊の課題であるホンジュラスにおいて、国土交通省でのインフラ整備や防災減災・国土強靭化、コロナ対応の経験を生かして、日本との関係の深化と両国の発展に貢献したいと語った。

## 年表
基本的な出典
- 1987年04月：建設省入省（建設経済局宅地開発課宅地企画室）[2]
- 1994年
  - 04月：外務省在ニューヨーク日本国総領事館副領事
  - 07月：外務省在ニューヨーク日本国総領事館領事
- 1997年05月：建設省建設経済局建設業課長補佐
- 2000年04月：静岡県都市住宅部都市整備総室都市整備統括監
- 2002年04月：静岡県都市住宅部参事兼都市整備総室長
- 2003年04月：国土交通省道路局路政課企画専門官
- 2004年04月：国土交通省道路局総務課企画官
- 2006年
  - 09月：国土交通省大臣官房付
  - 10月：海上保安庁総務部政務課企画官
- 2007年07月：国土交通省住宅局総務課民間事業支援調整室
  - 09月：国土交通省大臣官房人事課企画官
- 2008年
  - 07月：国土交通省大臣参事官（国際建設市場）
  - 09月：国土交通省大臣官房付（命）国土交通大臣秘書官事務取扱（金子一義国土交通大臣秘書官事務取扱）
- 2009年09月：国土交通省国土交通大臣秘書官（前原誠司国土交通大臣秘書官）
- 2010年09月：国土交通省大臣官房付
- 2011年07月：国土交通省大臣官房地方課長
- 2012年09月：国土交通省総合政策局官民連携政策課長
- 2013年04月：国土交通省総合政策局参事官（社会資本整備担当）
- 2015年07月：国土交通省道路局総務課長
- 2016年06月27日：首都高速道路（株）取締役[6]
- 2018年
  - 06月：国土交通省大臣官房付
  - 07月：（併）内閣官房内閣審議官（内閣官房副長官補付）
  - 07月：（命）内閣官房まち・ひと・しごと創生本部事務局次長
  - 07月：（命）内閣官房歴史的資源を活用した観光まちづくり連携推進室審議官（～2018年10月）
  - 07月：（併）内閣府地方創生推進事務局審議官
  - 07月：（併）内閣府本府地方創生室次長
  - 10月：（命）内閣官房観光戦略実行推進室審議官
- 2020年
  - 01月22日：国土交通省大臣官房建設流通政策審議官[7]
  - 07月01日：国土交通省大臣官房付[8]
  - 07月21日：国土交通省国土政策局長[9][3]
- 2021年
  - 07月01日：辞職[10]
  - 07月05日：国務大臣秘書官（西村康稔国務大臣附）[11]
  - 08月27日：辞職[12]
  - 09月03日：駐ホンジュラス特命全権大使[13]
- 2025年01月31日：辞職[14]。